# Marjosaari (ö i Norra Karelen, Joensuu, lat 62,59, long 29,27)
Marjosaari är en halvö i Finland. Den ligger i sjön Orivesi och i kommunen Libelits i den ekonomiska regionen  Joensuu ekonomiska region  och landskapet Norra Karelen, i den sydöstra delen av landet, 300 km nordost om huvudstaden Helsingfors.